# باول فينتر (منافس ألعاب قوى)
باول فينتر (بالفرنسية: Paul Winter)‏ هو منافس ألعاب قوى فرنسي، ولد في 6 فبراير 1906 في ريبوفيل في فرنسا، وتوفي في 22 فبراير 1992 في بواتييه في فرنسا.

## وصلات خارجية
- باول فينتر على موقع أوليمبيديا (الإنجليزية)